# 쓰시마촌 (니가타현)
쓰시마촌(津島村)은 니가타현 나카칸바라군에 설치되었던 촌이다.

## 연혁
- 1889년 4월 1일 - 정촌제 실시와 함께 주변의 촌들을 합병하여 나카칸바라군 쓰시마촌이 성립하였다。
- 1898년 9월 8일 - 오이자 나카촌・나카지마를 분촌해 나카지마촌이 성립하였다。
- 1901년 11월 1일 - 나카칸바라군 나카지마촌과 합병해、가나즈촌이 되어 소멸하였다.